# Krista Schmidinger
Krista Maria Schmidinger (Pittsfield, 18 maggio 1970) è un'ex sciatrice alpina statunitense.

## Biografia
Polivalente originaria di Lee e sorella gemella di Kimberly, a sua volta sciatrice alpina, Krista Schmidinger debuttò in campo internazionale in occasione dei Mondiali juniores di Bad Kleinkirchheim 1986; due anni dopo nella rassegna iridata giovanile di Madonna di Campiglio 1988 vinse la medaglia d'argento nella combinata e in quella di Alyeska 1989 bissò il risultato, questa volta nello slalom gigante. In Coppa del Mondo ottenne il primo piazzamento di rilievo il 16 marzo 1991, quando fu 9ª nella discesa libera di Vail.
Esordì ai Giochi olimpici invernali ad Albertville 1992, dove si piazzò 12ª nella discesa libera e 11ª nella combinata; nella stagione successiva partecipò ai Mondiali di Morioka 1993 classificandosi 25ª nella discesa libera, suo unico piazzamento iridato. Ai XVII Giochi olimpici invernali di Lillehammer 1994, sua ultima presenza olimpica, fu 27ª nella discesa libera; in Coppa del Mondo ottenne il miglior piazzamento il 9 dicembre 1994 a Lake Louise in discesa libera (7ª) e prese per l'ultima volta il via il  4 febbraio 1996 a Val-d'Isère in supergigante (42ª). Si ritirò al termine di quella stessa stagione 1995-1996 e la sua ultima gara fu lo slalom gigante dei Campionati statunitensi 1996, disputato il 25 marzo a Sugarloaf e chiuso dalla Schmidinger al 9º posto.

## Palmarès

### Mondiali juniores
- 2 medaglie:
  - 2 argenti (combinata a Madonna di Campiglio 1988; slalom gigante ad Alyeska 1989)

### Coppa del Mondo
- Miglior piazzamento in classifica generale: 62ª nel 1992

### Campionati statunitensi
- 2 medaglie (dati parziali fino alla stagione 1994-1995):
  - 1 oro (supergigante[2] nel 1990)
  - 1 bronzo (slalom gigante[3] nel 1990)